# Derek Turner
Derek Turner, född 1964 i Dublin, Irland, är en irländsk journalist och författare av flera romaner.
I Storbritannien har han skrivit för ett stort antal tidskrifter och tidningar, inklusive The Times, The Sunday Telegraph, Literary Review, Salisbury Review, Taki's Magazine, American Renaissance,  AlternativeRight.com, European Journal, Quadrapheme, The Lady Magazine, och Kent Life. Utomlands har hans artiklar synts i de amerikanske tidskrifterna Chronicles, och The Connor Post, tyska Junge Freiheit, och Criticón, och andra publikationer i Frankrike, Italien och Tjeckien.
Hans områden är engelsk litteratur, brittisk topografi, europeisk kultur och historia, folkkultur och aktuella händerlser.
Turner är författare till tre romaner:  Sea Changes, A Modern Journey, och Displacement.